# Rund um den Henninger-Turm 1986
Il Rund um den Henninger-Turm 1986, venticinquesima edizione della corsa, si svolse il 1º maggio su un percorso di 252 km, con partenza e arrivo a Francoforte sul Meno. Fu vinto dal belga Jean-Marie Wampers della squadra Hitachi-Marc-Splendor davanti al canadese Steve Bauer e all'australiano Michael Wilson.

## Ordine d'arrivo (Top 10)
| Pos. | Corridore                  | Squadra                         | Tempo    |
| ---- | -------------------------- | ------------------------------- | -------- |
| 1    | Jean-Marie Wampers         | Hitachi-Marc-Splendor           | 6h18'44" |
| 2    | Steve Bauer                | La Vie Claire Wonder-Radar      | a 19"    |
| 3    | Michael Wilson             | Ecoflam-BFB Bruciatore-Alfa Lum | a 21"    |
| 4    | Moreno Argentin            | Sammontana-Bianchi              | s.t.     |
| 5    | Adrie van der Poel         | Kwantum Hallen-Decosol-Yoko     | s.t.     |
| 6    | Jean-Philippe Vandenbrande | Hitachi-Marc-Splendor           | s.t.     |
| 7    | Bruno Wojtinek             | Peugeot-Shell-Michelin          | s.t.     |
| 8    | Jörg Bruggmann             | Cilo-Aufina-Gemeaz Cusin        | s.t.     |
| 9    | Francesco Moser            | Supermercati Brianzoli-Essebi   | s.t.     |
| 10   | Teun van Vliet             | Panasonic                       | s.t.     |